# Luisa d'Orléans (principessa di Baviera)
Principessa Luisa d'Orléans (Teddington, 19 luglio 1869 – Monaco di Baviera, 4 febbraio 1952) fu una principessa del Casato degli Orléans e membro della famiglia reale di Baviera.
Durante tutta la sua vita Luisa fu molto legata alla cugina, l'arciduchessa austriaca Maria Valeria d'Asburgo-Lorena.

## Famiglia
La principessa Luisa nacque a Bushy House a Teddington nel 1869. Era figlia di Ferdinando d'Orléans, duca d'Alençon, e di sua moglie la duchessa Sofia Carlotta di Baviera, sorella dell'imperatrice Elisabetta d'Austria ("Sissi") e della regina Maria Sofia delle Due Sicilie "l'eroina di Gaeta". I nonni paterni erano la principessa Vittoria di Sassonia-Coburgo-Kohary e il principe Luigi Carlo Filippo d'Orléans duca di Nemours secondogenito di Luigi Filippo di Francia. Luisa aveva un fratello minore, il principe Emanuele d'Orléans duca de Vendôme.

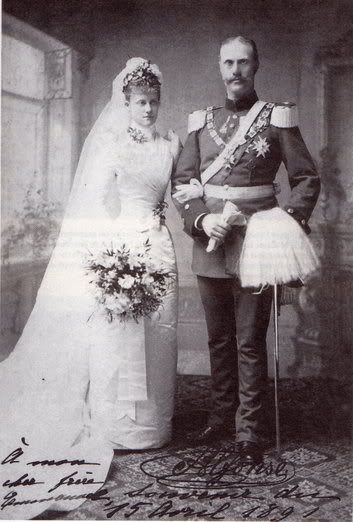
Luisa e Alfonso di Baviera, nel giorno delle loro nozze.

## Matrimonio
Il 15 aprile 1891 sposò al Castello di Nymphenburg suo cugino, il principe Alfonso di Baviera, figlio del principe ereditario Adalberto di Baviera e dell'Infanta Amalia Filippina di Borbone-Spagna. Quest'ultimo era pronipote di Ludovico I di Baviera e nipote di Carlo IV di Spagna.
La coppia ebbe due figli:
- Giuseppe Clemente (1902-1990), principe di Baviera;
- Elisabetta Maria (1913-2005), principessa di Baviera.

A Parigi il 4 maggio 1897, sua madre la celebre duchesse d'Alençon morì in un incendio scoppiato in un bazar di beneficenza (il Bazar de la Charité); la duchessa aveva rifiutato ogni tentativo di salvataggio, insistendo sul fatto che le ragazze che lavoravano con lei al bazar dovevano essere salvate prima.

## Morte
Luisa di Baviera morì il 4 febbraio 1952 a Monaco di Baviera.

## Antenati
|                                     |                        |                                            | Genitori                                        |  |  | Nonni |  |  | Bisnonni                        |  |  | Trisnonni                         |  |
|                                     |                        |                                            |                                                 |  |  |       |  |  | Luigi Filippo I re dei Francesi |  |  | Filippo (Égalité), Duca d'Orléans |  |
|                                     |                        |                                            |                                                 |  |  |       |  |  | Luigi Filippo I re dei Francesi |  |  | Filippo (Égalité), Duca d'Orléans |  |
|                                     |                        | Luisa Maria Adelaide di Borbone-Penthièvre |                                                 |  |  |       |  |  | Luigi Filippo I re dei Francesi |  |  |                                   |  |
| Principe Luigi, duca di Nemours     |                        |                                            |                                                 |  |  |       |  |  | Luigi Filippo I re dei Francesi |  |  |                                   |  |
|                                     |                        | Maria Amalia di Borbone-Due Sicilie        | Ferdinando I delle Due Sicilie                  |  |  |       |  |  |                                 |  |  |                                   |  |
|                                     |                        | Maria Amalia di Borbone-Due Sicilie        | Ferdinando I delle Due Sicilie                  |  |  |       |  |  |                                 |  |  |                                   |  |
|                                     |                        | Maria Amalia di Borbone-Due Sicilie        | Maria Carolina d'Asburgo-Lorena                 |  |  |       |  |  |                                 |  |  |                                   |  |
| Principe Ferdinando, Duca d'Alençon |                        | Maria Amalia di Borbone-Due Sicilie        |                                                 |  |  |       |  |  |                                 |  |  |                                   |  |
|                                     |                        | Ferdinando di Sassonia-Coburgo-Kohary      | Francesco Federico di Sassonia-Coburgo-Saalfeld |  |  |       |  |  |                                 |  |  |                                   |  |
|                                     |                        | Ferdinando di Sassonia-Coburgo-Kohary      | Francesco Federico di Sassonia-Coburgo-Saalfeld |  |  |       |  |  |                                 |  |  |                                   |  |
|                                     |                        | Ferdinando di Sassonia-Coburgo-Kohary      | Augusta di Reuss-Ebersdorf                      |  |  |       |  |  |                                 |  |  |                                   |  |
| Vittoria di Sassonia-Coburgo-Kohary |                        | Ferdinando di Sassonia-Coburgo-Kohary      |                                                 |  |  |       |  |  |                                 |  |  |                                   |  |
|                                     |                        | Maria Antonia di Koháry                    | Francesco Giuseppe di Kohary                    |  |  |       |  |  |                                 |  |  |                                   |  |
|                                     |                        | Maria Antonia di Koháry                    | Francesco Giuseppe di Kohary                    |  |  |       |  |  |                                 |  |  |                                   |  |
|                                     |                        | Maria Antonia di Koháry                    | Maria Antonia von Waldstein zu Wartenberg       |  |  |       |  |  |                                 |  |  |                                   |  |
| Principessa Luisa d'Orléans         |                        | Maria Antonia di Koháry                    |                                                 |  |  |       |  |  |                                 |  |  |                                   |  |
|                                     | Pio Augusto in Baviera | Guglielmo in Baviera                       |                                                 |  |  |       |  |  |                                 |  |  |                                   |  |
|                                     | Pio Augusto in Baviera | Guglielmo in Baviera                       |                                                 |  |  |       |  |  |                                 |  |  |                                   |  |
|                                     | Pio Augusto in Baviera | Maria Anna di Zweibrücken-Birkenfeld       |                                                 |  |  |       |  |  |                                 |  |  |                                   |  |
| Massimiliano Giuseppe in Baviera    | Pio Augusto in Baviera |                                            |                                                 |  |  |       |  |  |                                 |  |  |                                   |  |
|                                     |                        | Amalia Luisa di Arenberg                   | Louis-Marie, duca di Arenberg                   |  |  |       |  |  |                                 |  |  |                                   |  |
|                                     |                        | Amalia Luisa di Arenberg                   | Louis-Marie, duca di Arenberg                   |  |  |       |  |  |                                 |  |  |                                   |  |
|                                     |                        | Amalia Luisa di Arenberg                   | Marie Adélaïde Julie de Mailly                  |  |  |       |  |  |                                 |  |  |                                   |  |
| Sofia Carlotta di Baviera           |                        | Amalia Luisa di Arenberg                   |                                                 |  |  |       |  |  |                                 |  |  |                                   |  |
|                                     |                        | Massimiliano I Giuseppe di Baviera         | Federico Michele di Zweibrücken-Birkenfeld      |  |  |       |  |  |                                 |  |  |                                   |  |
|                                     |                        | Massimiliano I Giuseppe di Baviera         | Federico Michele di Zweibrücken-Birkenfeld      |  |  |       |  |  |                                 |  |  |                                   |  |
|                                     |                        | Massimiliano I Giuseppe di Baviera         | Maria Francesca del Palatinato-Sulzbach         |  |  |       |  |  |                                 |  |  |                                   |  |
| Ludovica di Baviera                 |                        | Massimiliano I Giuseppe di Baviera         |                                                 |  |  |       |  |  |                                 |  |  |                                   |  |
|                                     |                        | Carolina di Baden                          | Carlo Luigi di Baden                            |  |  |       |  |  |                                 |  |  |                                   |  |
|                                     |                        | Carolina di Baden                          | Carlo Luigi di Baden                            |  |  |       |  |  |                                 |  |  |                                   |  |
|                                     |                        | Carolina di Baden                          | Amalia d'Assia-Darmstadt                        |  |  |       |  |  |                                 |  |  |                                   |  |
|                                     |                        | Carolina di Baden                          |                                                 |  |  |       |  |  |                                 |  |  |                                   |  |